# Toegangshek Vondelpark (Stadhouderskade)
Het Toegangshek Vondelpark (Stadhouderskade) is een artistiek kunstwerk in Amsterdam-Zuid.

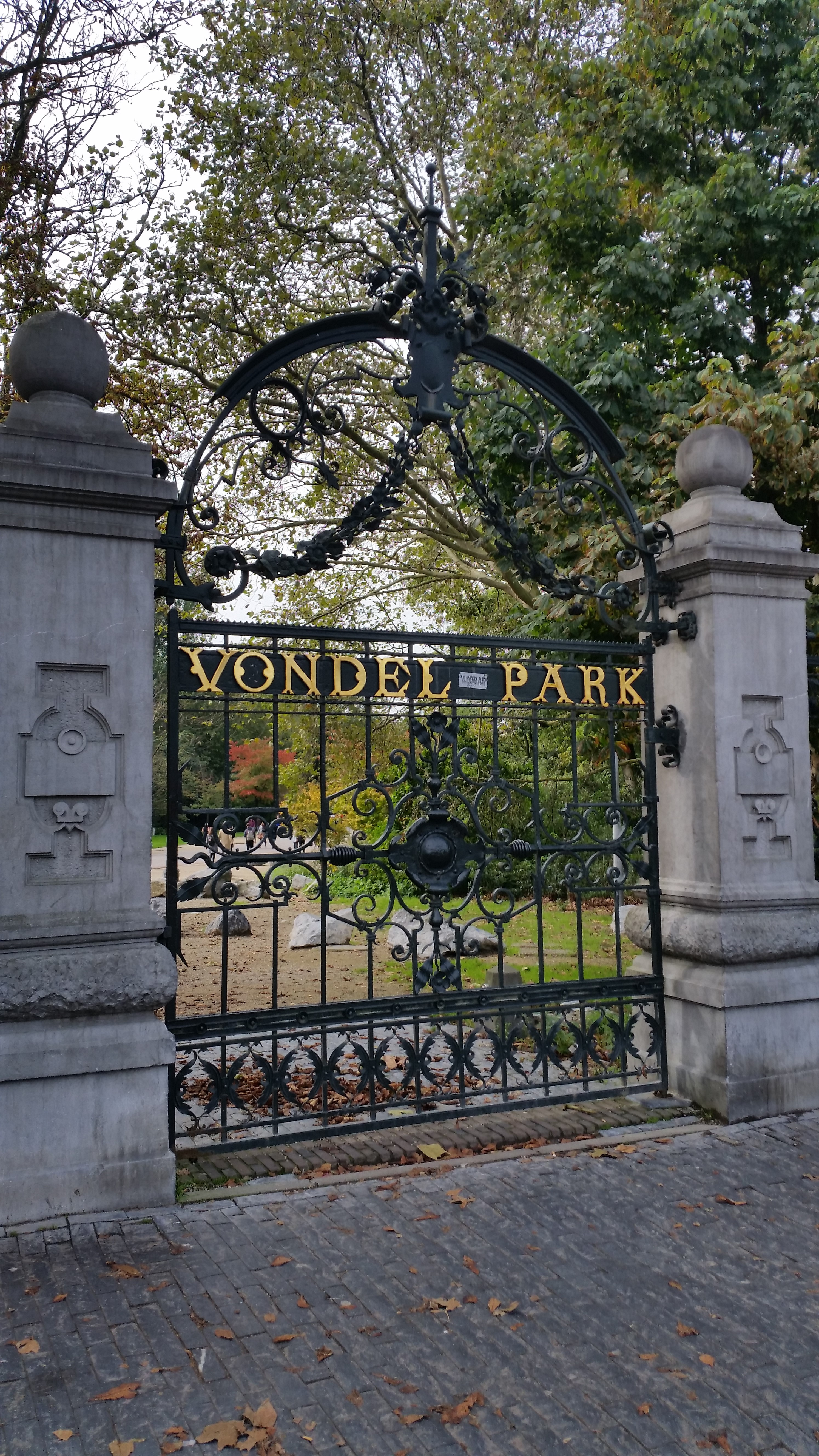
Een van de oude voetgangersingangen (oktober 2019)

Het Vondelpark had aan de Stadhouderskade een relatief eenvoudige afsluitbare terreinafscheiding waarachter de opzichterwoning lag. In verband met de nadering van de Internationale Koloniale en Uitvoerhandel Tentoonstelling te houden in Amsterdam werd een nieuw hekwerk verlangd. De Duitse architect Alexander Linnemann kwam met een hekwerk in neorenaissancestijl, dat werd geplaatst over de volle breedte van het Vondelpark aan de Stadhouderskade. Het betreft een smeedijzeren hekwerk op een hardstenen plint en hangend aan hardstenen pijlers. De ingang zelf bestaat uit vier poorten (origineel twee voor voetgangers aan de zijkant en twee centraal voor rijtuigen) af te sluiten het hekken waarop bloemmotieven zijn te vinden. Centraal in de toegang staat de sokkel van en waarop de Stedemaagd (tot 2010 het origineel van Friedrich Schierholz, daarna een kopie). Boven de toegangen voor voetgangers zijn siersmeedijzeren bogen geplaatst in dezelfde motieven als de toegangshekken. Die toegangshekken vermelden in vergulde opdruk VONDEL PARK in onjuist spatiegebruik.
Het totale hekwerk werd in 1996 tot rijksmonument verklaard vanwege de typologische waarde en als onderdeel van de historische bebouwing van het Vondelpark.